# Allen County (Kentucky)
Allen County is een county in de Amerikaanse staat Kentucky.
De county heeft een landoppervlakte van 896 km² en telt 17.800 inwoners (volkstelling 2000). De hoofdplaats is Scottsville.